# Heinrich von Zastrow
Alexander Friedrich Adolf Heinrich von Zastrow (11 tháng 8 năm 1801 – 12 tháng 8 năm 1875) là một tướng lĩnh Phổ, đã tham gia chỉ huy quân đội trong cuộc Chiến tranh Áo-Phổ và Chiến tranh Pháp-Đức.
Heinrich von Zastrow chào đời năm 1801 trong gia đình quý tộc cổ Zastrow, là con trai của Alexander Heinrich Gebhard von Zastrow (1768 – 1815) và Mathilde von Blankenstein (1777 – 1868). Zastrow đã gia nhập lực lượng bộ binh Phổ với quân hàm thiếu úy vào năm 1819. Đến năm 1836, ông trở thành một thành viên trong Bộ Tổng tham mưu. Từ năm 1839 cho đến năm 1842, ông được gửi đến Thổ Nhĩ Kỳ. Zastrow được phong quân hàm thiếu tá vào năm 1848 và phục vụ tại Schleswig trong cuộc Chiến tranh Schleswig lần thứ nhất. Vào năm 1850, ông được giao quyền chỉ huy một tiểu đoàn trong Trung đoàn Bộ binh số 2. Vào năm 1852, ông được bổ nhiệm làm sĩ quan chỉ huy của đội quân trú phòng tại Stralsund. Vào năm 1856, ở độ tuổi 55, Zastrow kết hôn với nữ bá tước Ottilie von Rantzau, nhỏ hơn ông 16 tuổi. Được thăng cấp Đại tá, ông đã chỉ huy Trung đoàn Bộ binh số 28 và về sau này ông chỉ huy Lữ đoàn số 19 với quân hàm Thiếu tướng. Vào năm 1863, ông được bổ nhiệm làm Tướng Tư lệnh của Sư đoàn số 11 với quân hàm Trung tướng.
Trong cuộc Chiến tranh Áo-Phổ năm 1866, Heinrich von Zastrow chỉ huy sư đoàn của mình tại trận Königgrätz. Khi cuộc Chiến tranh Pháp-Đức bùng nổ vào năm 1870, Zastrow được bổ nhiệm làm Tướng Tư lệnh của Quân đoàn VII (một phần thuộc Binh đoàn thứ nhất dưới quyền Steinmetz), và trên cương vị này ông đã thể hiện khả năng của mình trong các trận chiến tại Spicheren, Gravelotte cùng với Cuộc vây hãm Metz. Sau khi thành Metz thất thủ, Zastrow tiến hành các cuộc vây hãm Thionville, Montmédy và Mézières. Trong giai đoạn cuối cùng của cuộc chiến tranh, Quân đoàn VII là một phần của Binh đoàn phía Nam mới được thành lập do Thượng tướng Bộ binh Manteuffel chỉ huy. Sau khi cuộc chiến tranh chấm dứt, ông được tặng thưởng 10 vạn thaler vì những cống hiến của mình cho quân đội Đức. Ông nghỉ hưu vào năm 1872, và 3 năm sau, ông từ trần ngày 12 tháng 8 năm 1875 tại thủ đô Berlin.